# Serbie blanche
 (février 2018).
Si vous disposez d'ouvrages ou d'articles de référence ou si vous connaissez des sites web de qualité traitant du thème abordé ici, merci de compléter l'article en donnant les références utiles à sa vérifiabilité et en les liant à la section « Notes et références ».
- Migration soutenue par les protochronistes vers l'Europe centrale (pour eux les migrations slaves commencent dans le nord du Caucase).
- Migration de la Serbie blanche avec à leur tête le Prince de Serbie Blanche vers l'an 600.
- Échange de population entre l'Empire byzantin et la Grande-Moravie : des Serbes s'installent dans la vallée de la Margos à la place des populations valaques chassées vers la Valaquie morave.

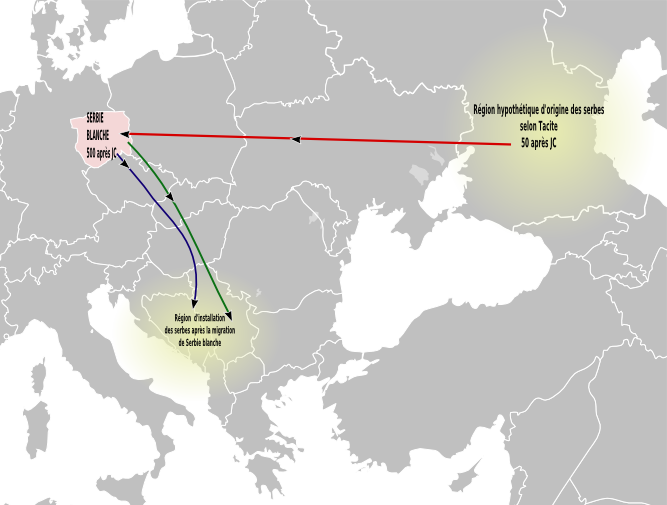
Migrations légendaires des Serbes entre l'an 50 et 1000 EC :

La Serbie blanche, en serbe latin Bela Srbija, également connue sous le nom de Bojka (en serbe cyrillique : Бојка), est l'ancien nom de la Lusace, lieu où les Serbes se sont installés pour la première fois en Europe centrale,. La région située à l'est est connue comme étant la Croatie blanche (sud de la Pologne jusqu'à Cracovie, fondées par les Croates blancs).
C'est aujourd'hui une région d'Allemagne orientale, au sud-est de Berlin, entre la Sprée et la Saale. Lors de l'installation des Serbes blancs elle recouvrait les lands actuels de Saxe-Anhalt, Thuringe et Saxe. Toutes ces régions vidées de leurs habitants germaniques par les migrations des IVe et Ve siècles furent peuplées de Serbes blancs. Au début du XIVe siècle, une loi d'empire interdit la langue serbe dans la ville de Bernbourg où elle était encore parlée.
Actuellement la Serbie blanche est appelée « Lusace », elle est habitée par les « Serbes de Lusace » ou Sorabes. Plus à l'est on trouve la Biélorussie, littéralement « Russie Blanche », le terme de Bela (« blanc ») en slave désignait l'ouest. La Serbie blanche serait donc la « Serbie de l'ouest » laissant entendre qu'il existait une Serbie plus à l'est sûrement dans le Caucase d'où les Serbes sont originaires avant leur installation en Serbie blanche.
Entre 610 et 641 (la migration aurait été faite en plusieurs vagues) une partie des Serbes a émigré dans l'empire byzantin. La première vague a été menée par le prince de Serbie Blanche pour aider Constantinople dans sa lutte contre les Avars. En récompense de leurs victoires contre les Avars de Dalmatie, les Serbes ont été installés dans un premier temps par l'empereur Héraclius dans la province de Macédoine byzantine, autour de Thessalonique. Les Serbes étaient en fait considérés comme des Fédérés de l'Empire romain d'Orient. Plus tard, les Serbes se sont aussi installés en Paganie, Zachlumie, Travonie, Dioclée, Rascie, Bosnie.
Les Serbes de Serbie blanche sont appelés de nos jours les Sorabes. Ils ont réussi à conserver leur langue et leurs traditions culturelles, bien que leur minorité ne cesse de se réduire.

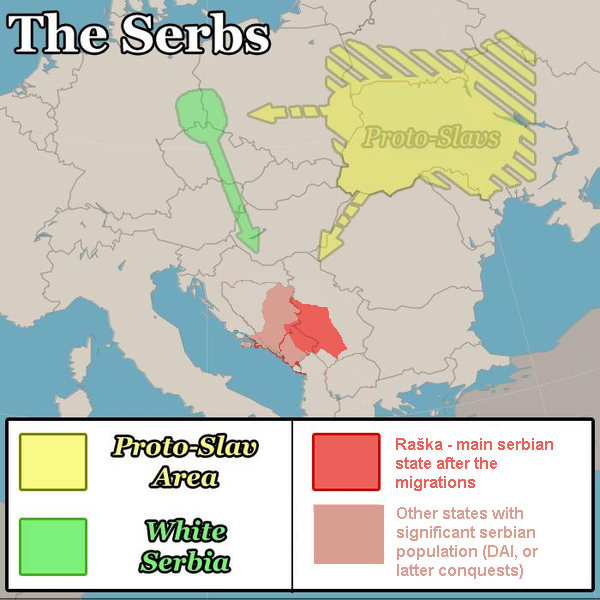
Serbie blanche en vert. En rouge, terre d'installation des Serbes dans les Balkans. En jaune, les protoslaves.
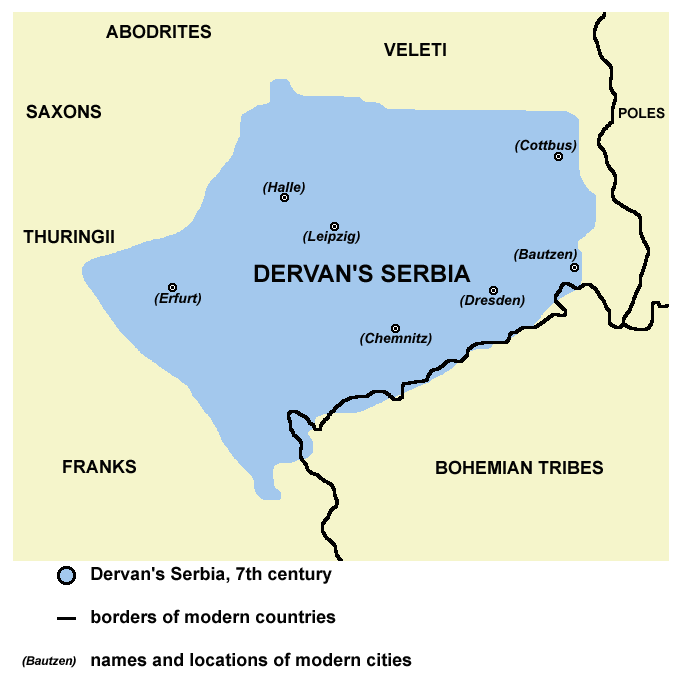
Location de la Serbie dans l'est de l'Allemagne.